# Oktoberfest

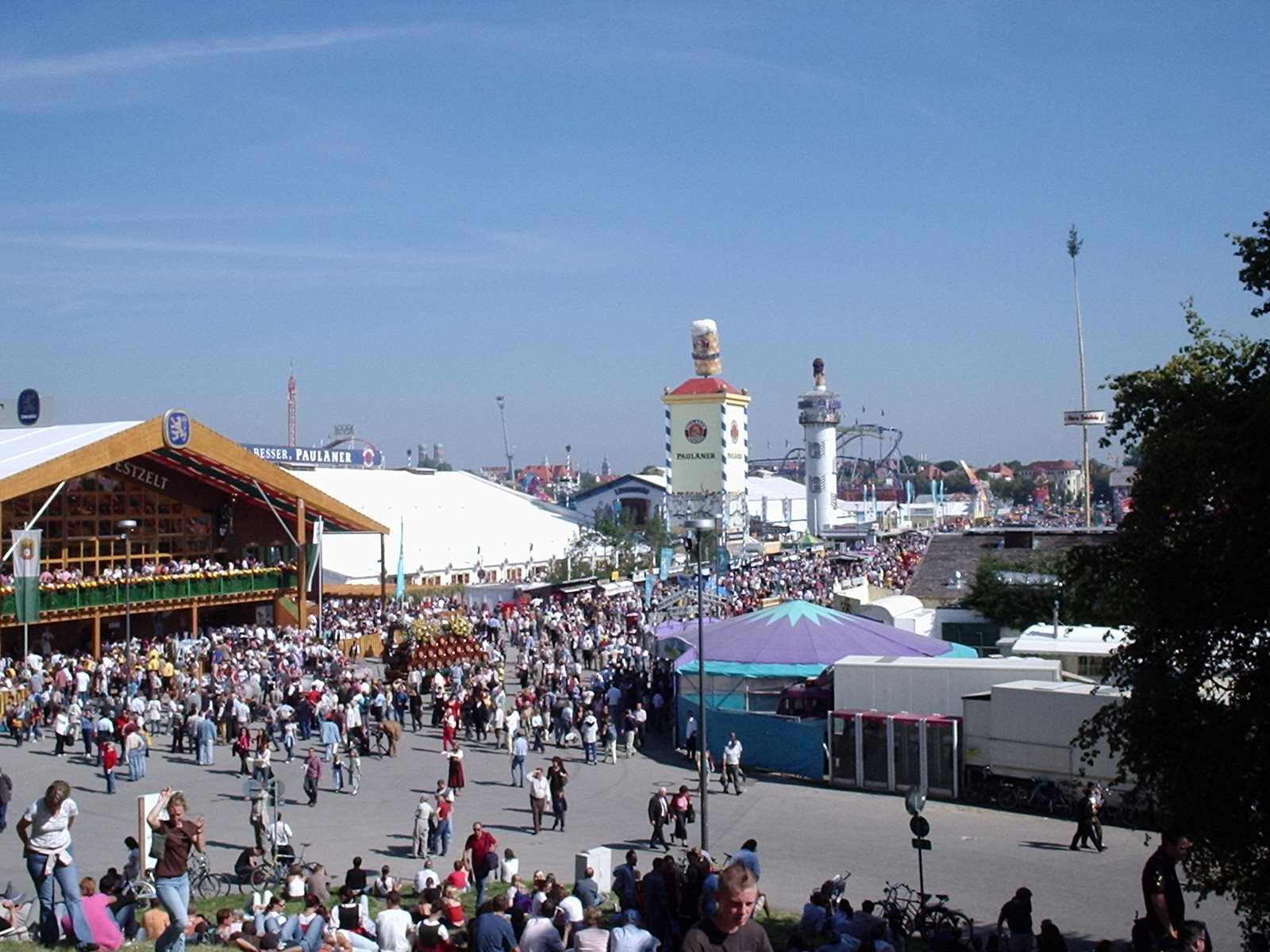
Vista general de la fiesta de octubre de la cerveza, año 2004, en Múnich

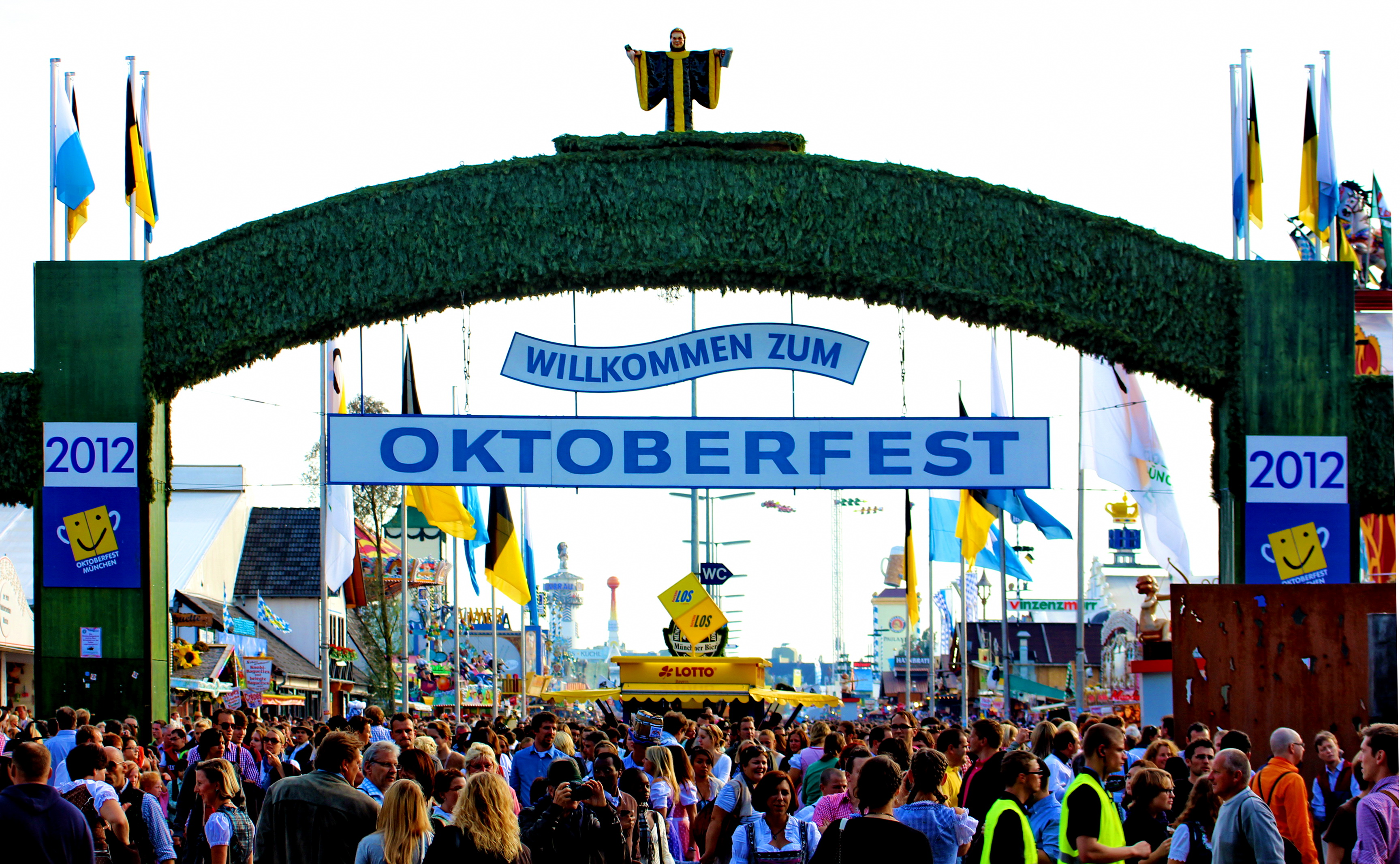
Entrada a la feria de octubre de la cerveza de Múnich correspondiente al año 2012

El Oktoberfest (en alemán: 'festival de octubre' o 'fiesta de octubre') se celebra entre los meses de septiembre y octubre en la capital bávara de Múnich desde 1810. Es la volksfest más grande de Alemania y una de las mayores fiestas populares del mundo, con visitas anuales medias superiores a los seis millones de visitantes. Tiene una duración de 16 a 17 días, empezando a mediados de septiembre —siempre un sábado— y terminando el primer domingo en octubre. Solamente si el feriado Día de la Unidad Alemana (3 de octubre) cae en un lunes, el Oktoberfest se prolonga un día y dura 17 días en total. Se celebra en el campo conocido como Theresienwiese ('prado de Teresa'), en las inmediaciones del centro de Múnich, cerca de la Estación Central (Hauptbahnhof) 

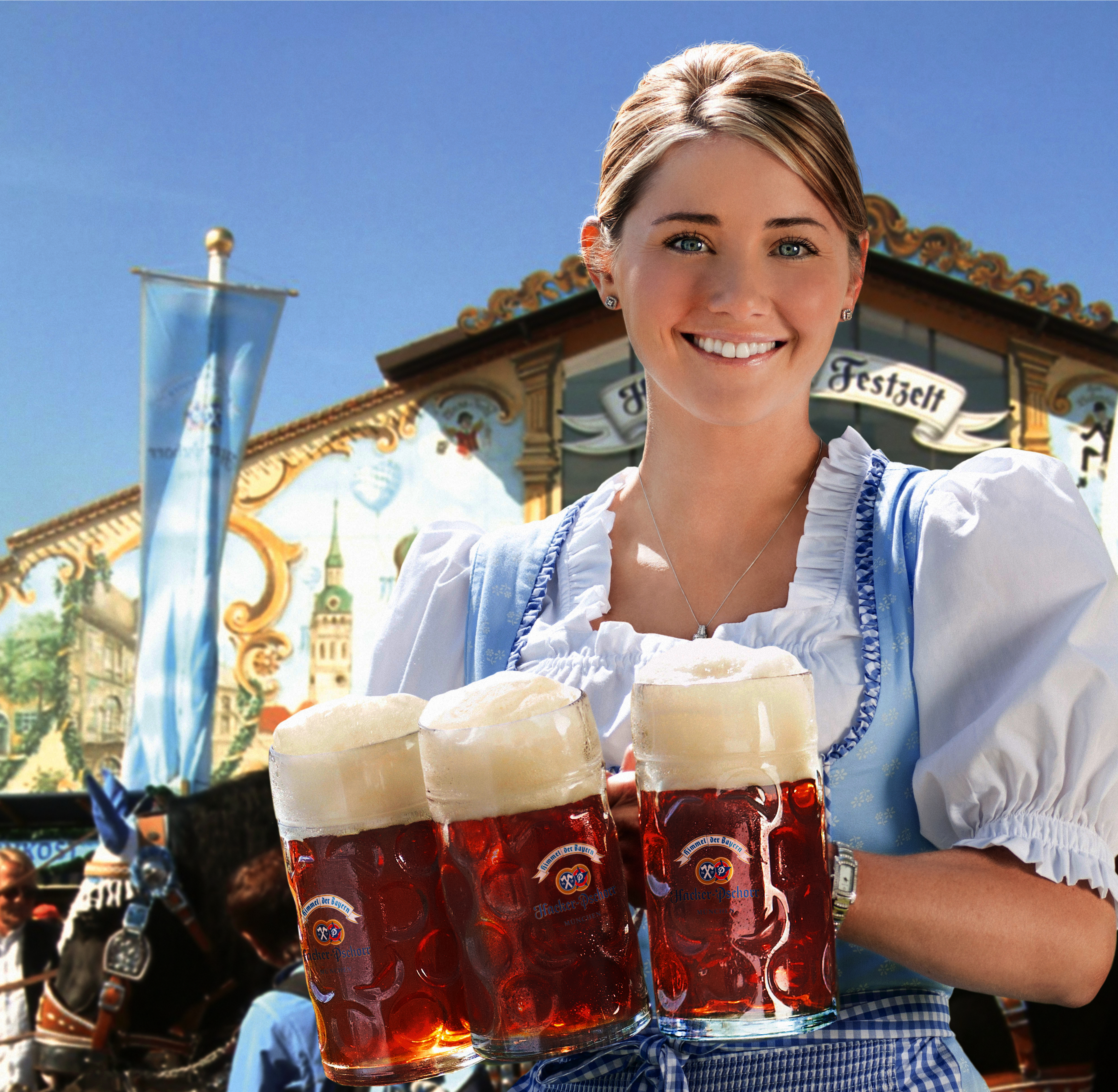
Chica con jarras de cerveza Hacker-Pschorr, una de las marcas tradicionales permitidas en el Oktoberfest de Múnich, vistiendo un Dirndl, atuendo típico de Baviera

## Cervezas
Solamente la cerveza que cumple con la Reinheitsgebot, a un mínimo de 13,5% de Stammwürze (condimento especial), puede ser servida en el Oktoberfest. La cerveza además debe haber sido elaborada dentro de los límites de la ciudad de Múnich. La cerveza que se ajusta a estos criterios puede llegar a ser designada «cerveza Oktoberfest».
Las cervecerías que pueden producir cerveza Oktoberfest según los criterios antes mencionados son:
- Augustiner-Bräu
- Hacker-Pschorr-Bräu
- Löwenbräu
- Paulaner
- Spatenbräu
- Hofbräu-München

Oktoberfest es una marca registrada de la Asociación de Cerveceros de Múnich, que consta de las seis cervecerías mencionadas anteriormente.

## Momentos principales de la fiesta

### Llegada de losWiesnwirte
En 1887, cuando el Theresienwiese todavía no formaba parte de la ciudad, se reunieron allí por primera vez los Wirte (propietarios de las cervecerías) y los feriantes para inaugurar la fiesta. Desde entonces, la llegada de los Wiesnwirte ('cerveceros del prado') se considera la apertura oficial del Oktoberfest. Hoy en día, el alcalde de Múnich y un personaje que representa al Münchner Kindl ('niño de Múnich' en bávaro), figura que aparece en el escudo oficial de Múnich, encabezan el desfile, seguidos por los ostentosos carros de caballos cargados con barriles de cerveza y también por los carruajes de los Wiesnwirte y feriantes, acompañados por las bandas de música que luego tocarán en las carpas.

### La apertura del barril
Después de que los Wiesnwirte hayan desfilado por el centro de la ciudad al Theresienwiese, el alcalde abre a las doce en punto el primer barril de cerveza en la carpa Schottenhammel (históricamente, una choza detrás de la tienda real). De esta forma se inaugura el Oktoberfest al grito de «O 'zapft is!» («¡Ya está abierto!»). Inmediatamente después se disparan doce salvas de cañón desde las escaleras de la estatua que representa a Baviera. Esta es la señal para que los Wiesnwirte puedan empezar a servir. Según la tradición, el presidente de Baviera toma la primera Maß (jarra de cerveza de un litro de contenido). Después se abren los barriles en las demás carpas y se sirve cerveza a los asistentes.
Año tras año, todos están ansiosos por saber cuántos golpes necesitará el alcalde para abrir el barril e incluso se hacen apuestas. El récord está en dos golpes (así el alcalde Ude en 2005 y 2008), pero en 1950 Thomas Wimmer necesitó diecinueve. En el año 2007 a Ude le hicieron falta tres.[cita requerida]

### Desfile de trajes tradicionales
En 1810 se celebró por primera vez este desfile, en honor a las bodas de plata del rey Luis I de Baviera y la princesa Teresa. En 1895 hubo otro desfile en el que participaron 1400 personas repartidas en 150 grupos. Desde 1950 empezó a celebrarse anualmente, convirtiéndose en uno de los acontecimientos más importantes del Oktoberfest y uno de los mayores desfiles de este tipo en todo el mundo. En el primer domingo de las festividades, 8000 participantes se visten con los trajes de fiesta históricos y desfilan desde el palacio Maximilianeum hasta el recinto donde tiene lugar el festival, lo que supone un trayecto de siete kilómetros.
El Münchner Kindl es el encargado de guiar este desfile, seguido por las autoridades municipales y del estado federado de Baviera, casi siempre el presidente y su cónyuge, además de los Trachtenvereine (grupos de trajes tradicionales), Schützenvereine (sociedades de tiro), las charangas, bandas musicales, los Fahnenschwinger ('abanderados') y aproximadamente cuarenta carruajes de caballos lujosamente adornados. La mayoría de las asociaciones y grupos son de Baviera, pero también de otras partes de Alemania, Austria, Suiza y el norte de Italia, así como de otros países europeos.

## Historia

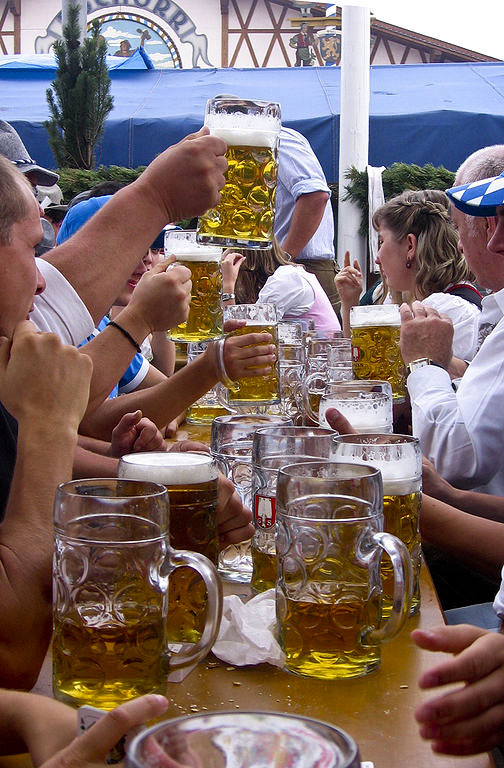
Distribuyendo cerveza en jarras Maß de un litro, durante la celebración de la feria Oktoberfest del año 2006

### El primer siglo
El primer Oktoberfest se celebró del 12 de octubre al 17 de octubre de 1810 para celebrar el matrimonio del entonces príncipe heredero Luis de Baviera con la princesa Teresa de Sajonia-Hildburghausen. La celebración consistió en una carrera de caballos. El festival de la cerveza tiene lugar desde entonces en el Theresienwiese (también conocido simplemente como Wiesn), un campo abierto justo al lado de la muralla de Múnich. El célebre Oktoberfest actual tiene una tradición corta comparada con otros festivales o fiestas populares y de organizaciones de tiro (Schützenvereine).
Tras el éxito de la primera celebración, se siguió celebrando el festival y su comienzo se adelantó a septiembre para aprovechar el clima más veraniego de este mes. El Oktoberfest finaliza el primer domingo de octubre. 
En el año 1910 se celebró el centenario y se sirvieron 2000 hectolitros de cerveza para 2000 invitados.

### Durante las dos guerras mundiales

Bandera de Baviera

Debido a la Primera Guerra Mundial no se celebró entre 1914 y 1918. Al inicio del período de entreguerras, en 1919 y 1920, se celebró un festival al que se denominó «festival de otoño» (Herbstfest). Por culpa de la inflación desorbitada que se sufría, no hubo Oktoberbest en 1923 ni 1924.
Con la ascensión del nazismo, la bandera blanquiazul de Baviera fue sustituida por la esvástica en 1933. Desde 1939 hasta 1945 se dejó de organizar a causa de la Segunda Guerra Mundial. Una vez acabada la guerra, se volvió a celebrar el Oktoberfest. Como consecuencia de las disposiciones vigentes durante la posguerra, no estaba permitida en rigor la venta de cerveza, tan solo de una bebida que no alcanzaba un contenido alcohólico del 2 %.

### Hasta la actualidad

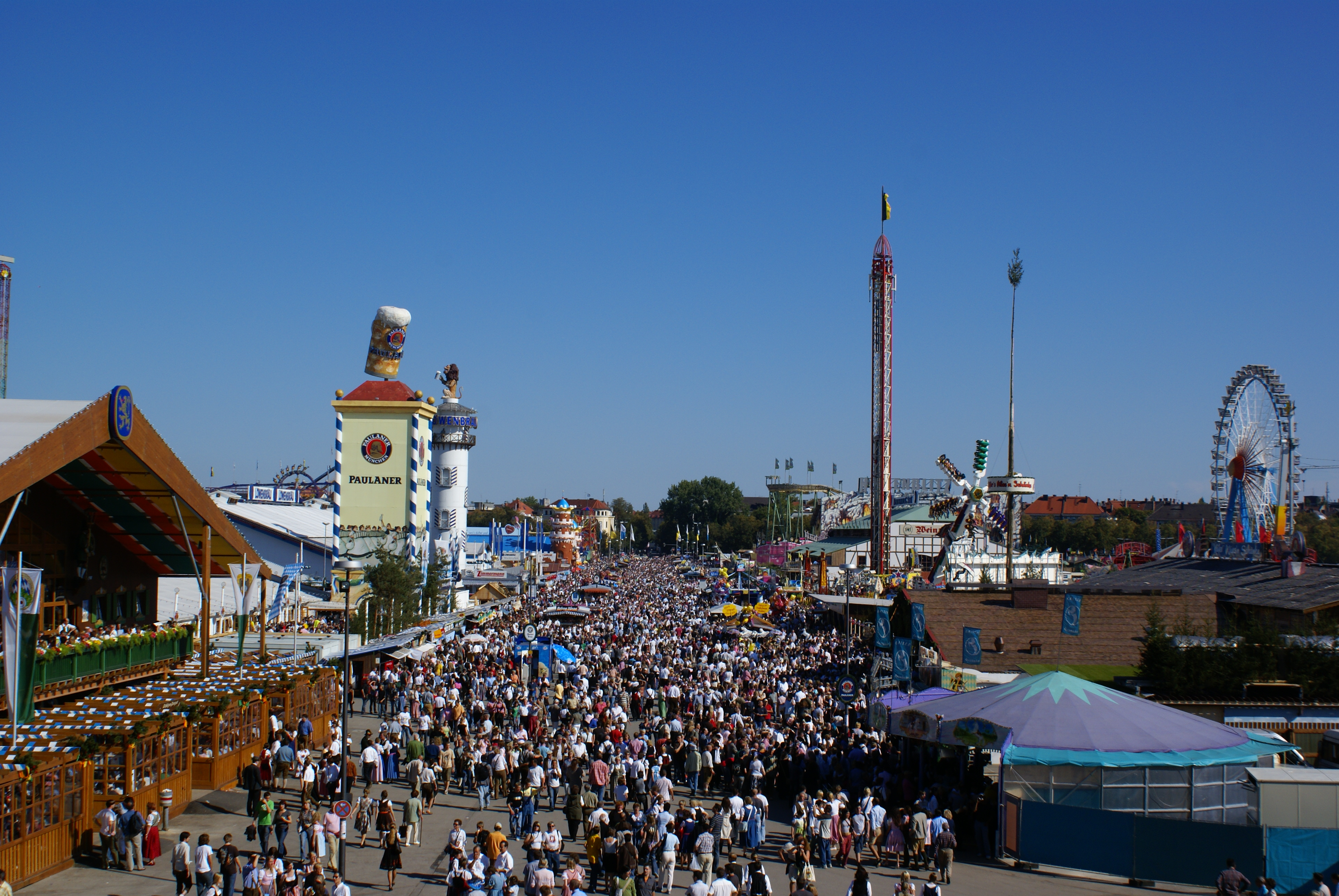
El Oktoberfest de 2007

El 26 de septiembre de 1980 explotó una bomba en la entrada del Theresienwiese, que mató a 13 visitantes e hirió a otros 200 más. La bomba había sido colocada por Gundolf Köhler, de 21 años y miembro de organizaciones neonazis, quien murió en el acto al no conseguir alejarse a tiempo de la bomba. Aunque se atribuye a Köhler la autoría en solitario del acto, ha habido quien lo ha relacionado con la Operación Gladio.
Hoy en día la tienda de campaña donde se expende cerveza, el Hofbräu-Festhalle, con capacidad para 10 000 personas, es la más grande en el Theresienwiese.
El 21 de abril de 2020 se anunció que el festival de octubre no tendrá lugar en 2020 debido a la pandemia de coronavirus.
En total, el Oktoberfest ha sido cancelado en veinticuatro ocasiones por causas diversas (guerra, epidemias y otras emergencias).

## El Oktoberfest en otros países

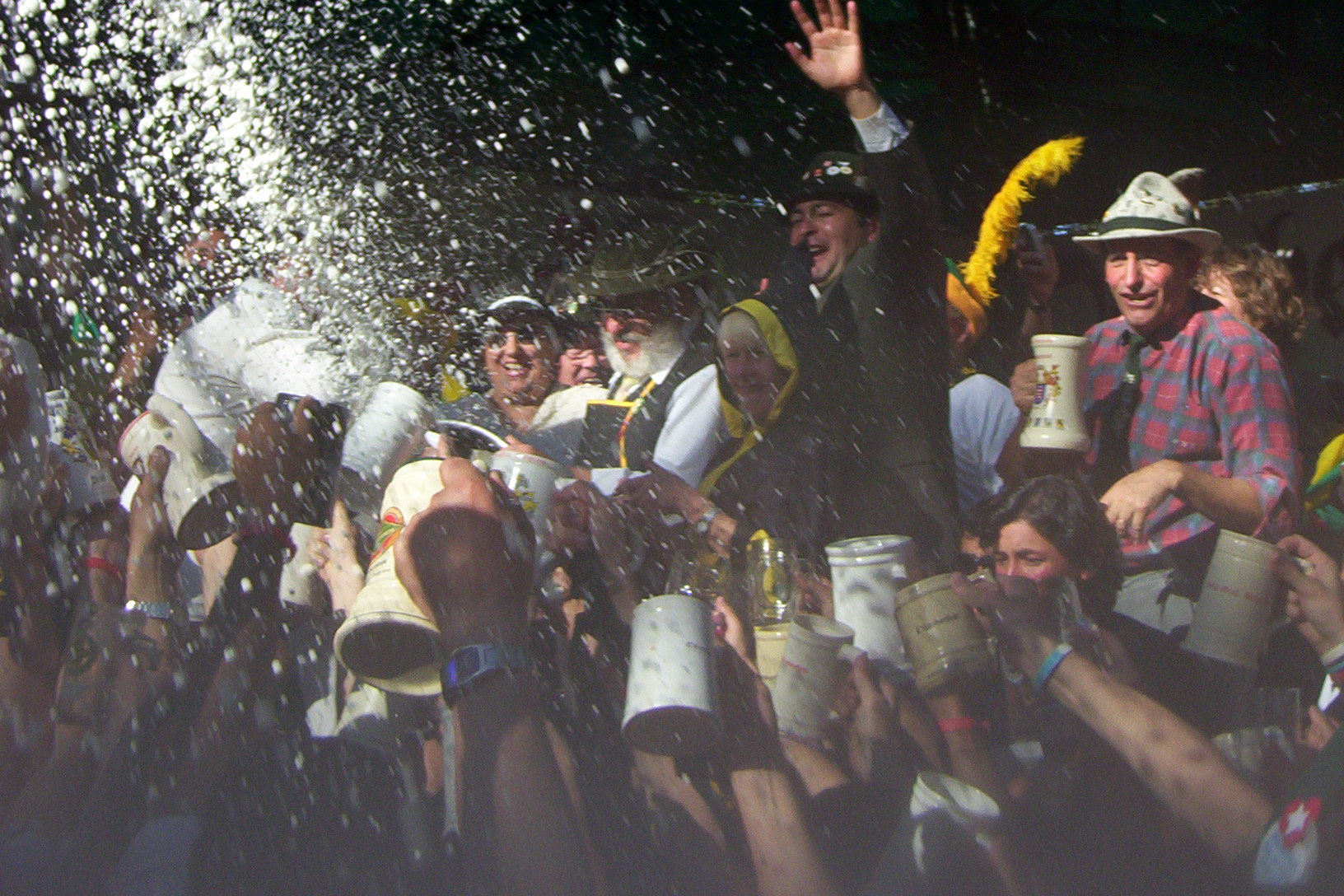
Oktoberfest en Villa General Belgrano, Argentina

Alrededor del mundo, en regiones que han sido pobladas predominantemente por inmigrantes alemanes, la festividad se ha incorporado a los eventos sociales de algunas de estas ciudades, pues es una oportunidad de festejar la ascendencia y cultura alemanas. El evento anual dura generalmente una semana y también tiene el objetivo de estimular la dinámica de la comunidad y su comercio.

### Argentina
En Argentina, la edición local del Oktoberfest se realiza en Villa General Belgrano desde 1963 y se conoce como Fiesta Nacional de la Cerveza. 
Declarada Patrimonio Nacional y de Interés Turístico por el Gobierno Nacional de ese país, durante los 11 días que dura la celebración, se reúnen más de 150 000 personas, se sirven 650 000 litros de cerveza, se consumen comidas típicas, se realizan fiestas y bailes de origen «austro-bávaro» en el Valle de Calamuchita y se elige a la Reina Nacional de la Cerveza.

### Brasil
En Brasil, la ciudad de Blumenau atrae a unos 700 000 turistas que consumen más de 450 000 litros de chopp (cerveza). Es la tercera fiesta alemana fuera de Alemania. También hay grupos de danza (Tanzgruppe) nacionales e internacionales, sociedades de tiro al arco (Schützenvereine), siendo que estas últimas tienen sus raíces en Alemania y cuentan con una historia de más de ochocientos años. Asimismo participan sociedades de canto, etc. Además, siempre predominan los trajes típicos germánicos (Trachten), abundante chopp (Bier) y comida típica de los teuto-brasileiros (Deutschbrasilianer).
Blumenau no es la única ciudad catarinense que celebra una gran fiesta en el mes de octubre: ciudades como São Bento do Sul (Schlachtfest), Brusque (Fenarreco), Timbó (Festa do Imigrante), Jaraguá do Sul (Schützenfest), Itapiranga (que fue la primera en realizar el Oktoberfest).
El Oktoberfest también tiene lugar en muchas ciudades de los estados de Rio Grande do Sul y Paraná. En la ciudad de São Paulo hay una fiesta organizada por el Club Transatlântico en el barrio de Brooklin.

### Chile
En Chile, la Fiesta de la Cerveza es la versión chilena del Oktoberfest y se celebra desde 2005 en la localidad de Malloco, cercana a Santiago, entre el último fin de semana de octubre y la primera semana de noviembre. Al sur del país, en la ciudad de Llanquihue, zona colonizada por alemanes y austriacos desde mediados del siglo xix, se viene realizando desde 1984 la Bierfest del Lago en el Club Gimnástico Alemán de dicha ciudad, a orillas del lago Llanquihue, siendo la fiesta alemana más antigua del país, lugar en el cual se puede degustar además la gastronomía llevada al país por los inmigrantes germanos. A su vez, en la ciudad de Valdivia desde el año 2003 se celebra el último fin de semana de enero la Bierfest Kunstmann, fiesta en que se vende cerveza, comida de origen alemán, se hacen juegos típicos, se elige rey y reina de la cerveza y se festeja un carnaval durante cuatro días.

### Venezuela

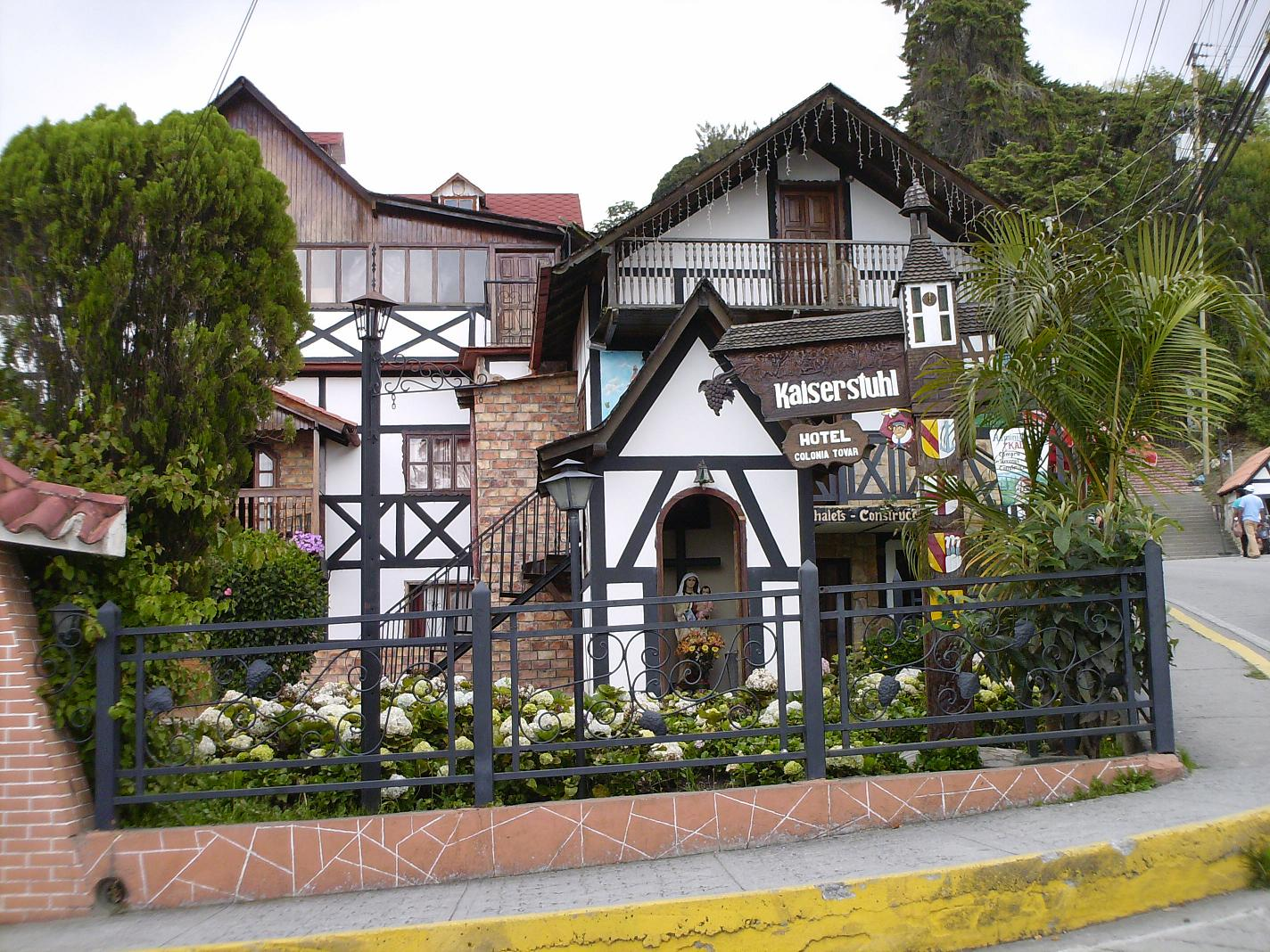
Chalé turístico y hotel en la Colonia Tovar, Venezuela

En Venezuela, específicamente en la Colonia Tovar, se celebra anualmente desde 1970 en octubre la tradicional fiesta germana conocida como Oktoberfest. En algunas ocasiones han sido invitados grupos procedentes de Alemania para interpretar música típica. El Casco histórico de la Colonia Tovar cuenta con una población de alrededor de 10 000 habitantes y se estima que, durante los días del evento, el pueblo recibe el doble de visitantes; por esta razón, la ocupación de hoteles y posadas se agota fácilmente durante la última semana de octubre.
La Traveler Magazine, de National Geographic, calificó en el año 2014 el Oktoberfest de la Colonia Tovar como el cuarto más importante de los que se celebran fuera de Alemania, estando inclusive mejor posicionado que el Oktoberfest de Blumenau (Brasil). Existen discusiones sobre cuál es el mejor Oktoberfest de Sudamérica. Los brasileños afirman que su festival recibe muchos más visitantes y se celebra durante más días que el venezolano; sin embargo, algunos especialistas afirman que el Oktoberfest de Colonia Tovar tiene más similitudes con el original bávaro, e incluso el consumo promedio de cerveza por visitante es superior al alemán: mientras en Baviera el consumo es de 1,04 litros por visitante, en la Colonia Tovar el promedio ronda los 2,27 litros por visitante. Es el municipio fundado por alemanes ubicado a mayor altitud en el mundo.
Este festival presenta 4 casas cerveceras para un total de 12 variedades de cerveza a sus visitantes; además, ofrece 12 horas de espectáculos en vivo (música, baile, teatro y concursos cerveceros). Uno de los momentos cumbres del evento es el tradicional concurso de beber un litro de cerveza en una jarra de 9 kilogramos de acero inoxidable para un total de 10 kilogramos; el líquido debe ser bebido sosteniendo la jarra con una sola mano y sin derramar una gota de cerveza (el récord del evento fue establecido en 2013 en 6,03 segundos).[cita requerida]
Durante los años de 2017 y 2018, el festival fue suspendido por la conmoción social y económica que atravesaba Venezuela. Sin embargo, grupos culturales y personajes del Oktoberfest coloniero  participan y amenizan festivales de similar naturaleza que se celebran en otras ciudades del país sudamericano.
En Maracay se viene celebrando desde la década de los 90 en el Círculo Germano de Maracay el aniversario de dicho club, y entre esas celebraciones se han realizado varios eventos al estilo del Oktoberfest alemán, iniciando por la llamada Fiesta de la Cerveza y desde el año 2014 oficialmente con el Oktoberfest de Maracay, en donde participan las cervecerías artesanales más importantes de la región con una variada oferta gastronómica.
Para el año 2015 se han previsto actividades y concursos alegóricos a la festividad.
En la ciudad de Caracas también se ha celebrado la tradicional Fiesta de la Cerveza. El Casco central del Municipio el Hatillo, el Hotel Humboldt y la sede de la Iglesia de Habla Alemana de Caracas han sido testigos de este particular acontecimiento.

### Perú
En Perú, en la ciudad de Lima se celebra el Oktoberfest con gran acogida desde el año 1972 en el Rincón Cervecero Alemán, y desde 1990 durante la segunda semana de octubre por una asociación de alemanes residentes en Perú, con cuatro días consecutivos de fiesta con música alemana y comida típica germana. También se celebra en las ciudades de Pozuzo y Oxapampa, pueblos fundados por colonos austro-alemanes.

### El Salvador
En El Salvador, el Foro Cultural Salvadoreño Alemán celebra el Oktoberfest desde 2006 en los jardines del Hotel Hilton Princess todos los segundos viernes de noviembre. Asisten más de 700 personas, quienes disfrutan de una cena típica alemana, música alemana y desfile de trajes típicos alemanes. La tradicional Fiesta de la Cerveza es organizada gracias al patrocinio de La Constancia y de empresas alemanas.
En la ciudad de San Salvador se celebra el Oktoberfest Pilsener desde 2011, en el Centro de Ferias y Convenciones, durante la tercera semana de octubre. Más de 27 000 personas asistieron a la edición de 2013, llegando a ser el Oktoberfest más grande de América Central. Durante cuatro días de fiesta los asistentes disfrutan de comidas y música tradicionales de Alemania, además de una amplia variedad de cervezas, algunas de las cuales se fabrican exclusivamente para el evento.

### México
En la Ciudad de México se celebra el Oktoberfest ininterrumpidamente desde el año 1971 durante el mes de octubre por el Club Alemán de México. También se organiza en otras ciudades mexicanas, como Puebla de Zaragoza, Cuernavaca, Cuautla, Mazatlán, Guadalajara, Monterrey,Morelia y Mérida, donde además de la participación de las principales compañías comerciales del país se cuenta con la colaboración de productores locales de cerveza artesanal y, por supuesto, la degustación y venta de una amplia variedad de platillos representativos de la gastronomía alemana.

### Nicaragua
En Nicaragua el Oktoberfest se celebra en la ciudad de Managua como parte de las actividades que realiza la comunidad germano-nicaragüense a través del  Centro Cultural Alemán Nicaragüense (CCAN), en la que se disfruta una variedad de cervezas tanto nacionales como internacionales, así como de comida alemana.

### Guatemala
En Guatemala el Oktoberfest se celebra en San Juan Chamelco y Ciudad de Guatemala.

### España
En Tenerife, en el municipio del Puerto de la Cruz se celebra la Fiesta de la Cerveza Bávara más veterana de toda Canarias.
Esta fiesta se remonta a los años 70, cuando el Puerto ya era un referente turístico en el archipiélago. En 1973, el Centro de Iniciativas y Turismo del Puerto de la Cruz (CIT) decidió invitar a una orquesta bávara con objeto de dar una serie de conciertos en la ciudad. Para ello se contactó con un grupo de la ciudad de Leinach (perteneciente a la comarca de Wurzburgo, en la región Franconia de Baviera), concretamente la banda ‘’Lustige Egerländer’’. Dos años más tarde se repitió esta satisfactoria experiencia, siendo este el verdadero comienzo de un intercambio cultural que dura hasta el día de hoy.
La primera Fiesta Bávara se celebró en 1976 en el Parque San Francisco y cada año, fieles a la tradición, se ha seguido celebrando por todo lo alto.
En Calella, Barcelona, se celebra desde el año 1987 una de las más importantes de España. Participaron en la edición de 2014, del 4 al 25 de octubre, 58 bandas de música procedentes de 11 países, con un total de 3 500 músicos. La media anual de visitantes es de 50 000, que se beben aproximadamente un total de 45 000 litros de cerveza de 80 marcas distintas y que consumen más de 5 000 kg de salchichas alemanas, principalmente Bratwurst, Weißwurst y la ensalada típica de patata con salchicha de Frankfurt y pepinillo, la Kartoffelsalat.
En Calp (Calpe) se celebra desde 1988 y se ha consolidado como la fiesta más importante de la Comunidad Valenciana y una de las más importantes de España.
En Zaragoza se celebra desde 1994 gracias a Marcos O.a principios de octubre, uniendo así la celebración con las fiestas del Pilar. Entre 50 000 y 60 000 personas la visitan todos los años. Se pueden disfrutar diferentes tipos de cerveza (Veltins, Pilsner Urquell, Benedikter, Bitburger Drive, cerveza natural y Köstritzer), así como de gastronomía tradicional (codillo, salchichas, queso Rottaler) acompañadas de la música de varias orquestas bávaras.
En Valladolid se celebró una versión conocida como Oktoberfest Olé, del 19 de junio al 29 de este mismo mes de 2014, en la plaza de toros, donde se hizo un mestizaje muy interesante entre el folclore alemán y español.
En Málaga se celebró del 7 al 17 de octubre de 2010 por primera vez, repartiéndose 30 000 litros de cerveza alemana.
En Madrid, el antiguo Palacio de Deportes (rebautizado como WiZink Center por motivos de patrocinio) acoge la Oktoberfest desde 2014. En Colmenar Viejo se celebra normalmente el último fin de semana de septiembre, con cerveceros artesanales de todo el país y también extranjeros. En Getafe (Madrid) se organizó del 24 de febrero al 4 de marzo de 2012. En Torrejón de Ardoz (Madrid) tuvo lugar del 27 de septiembre al 7 de octubre de 2012. En Pinto (Madrid) se celebró del 5 al 7 de abril de 2013.
En Valencia se celebran dos al año en los meses de abril y septiembre.

### Colombia
En Colombia, el Oktoberfest se celebra en las principales ciudades del país, como Bogotá, Medellín, Cúcuta, Cali, Cartagena y Barranquilla entre otras. Reúne artistas nacionales e internacionales en escenarios al aire libre, en los que los asistentes podrán disfrutar de comida tradicional y, por supuesto, de una experiencia única con la variedad de cerveza.

## Imágenes

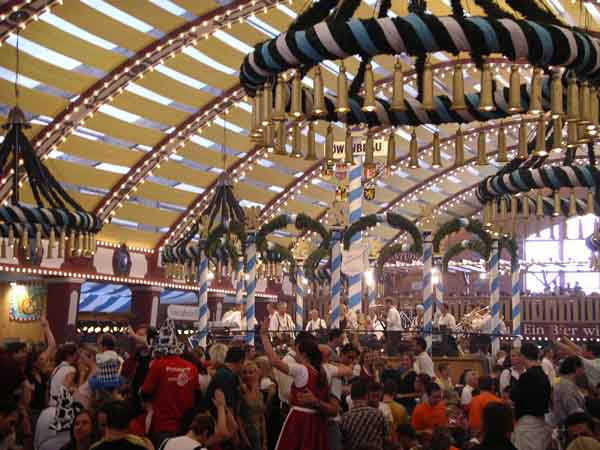
Oktoberfest 2003
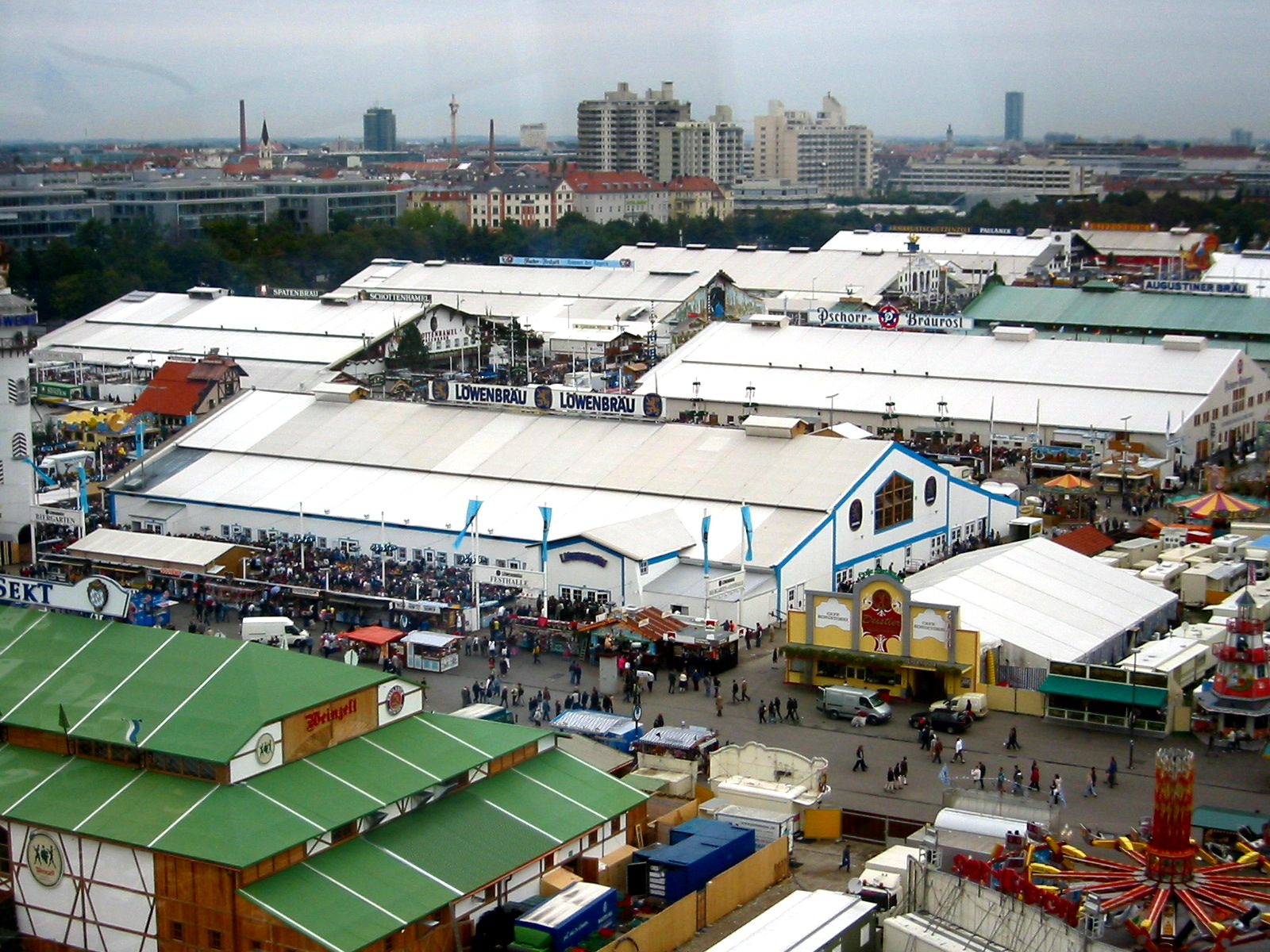
Oktoberfest 2005
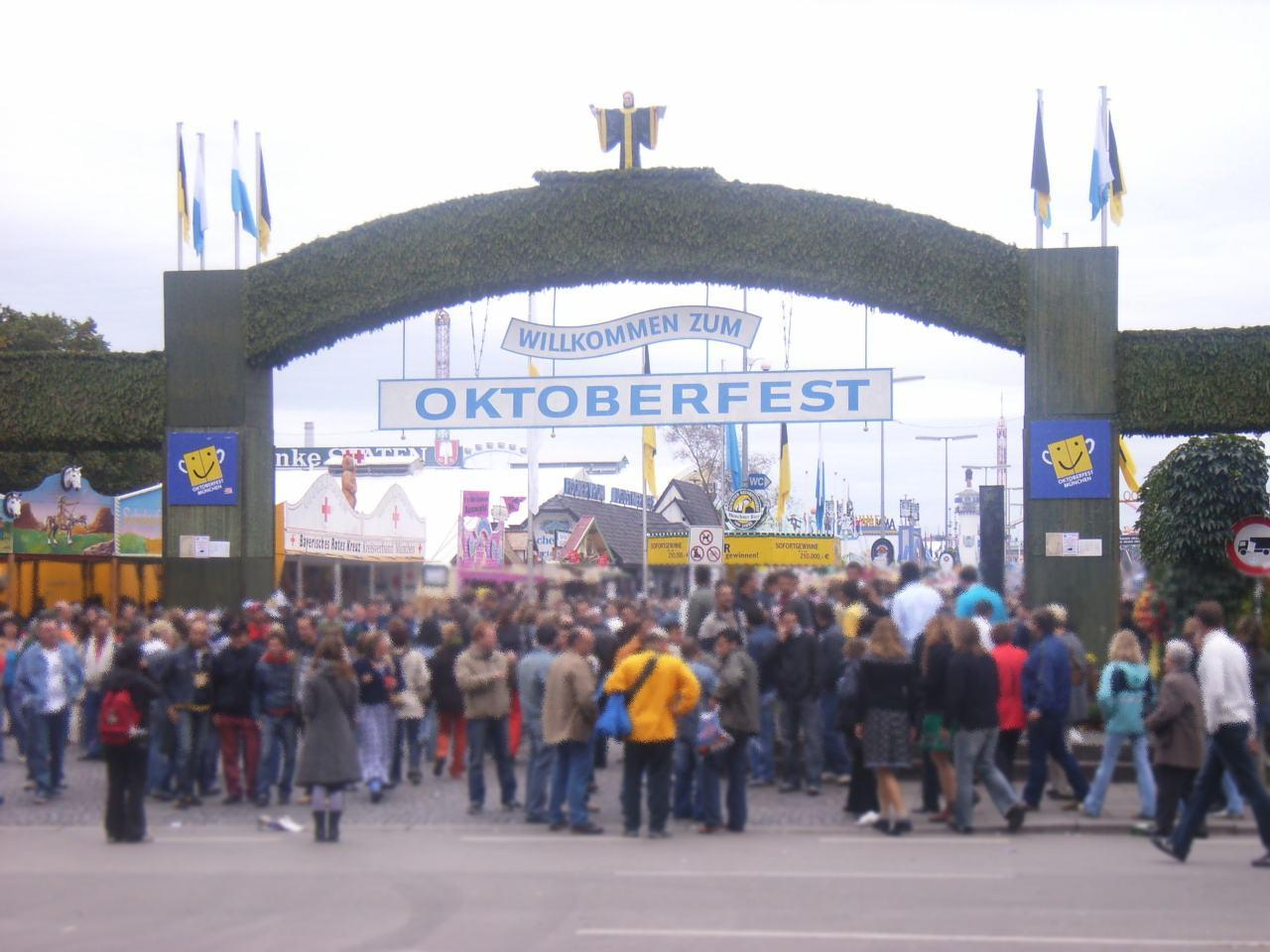
Oktoberfest 2005
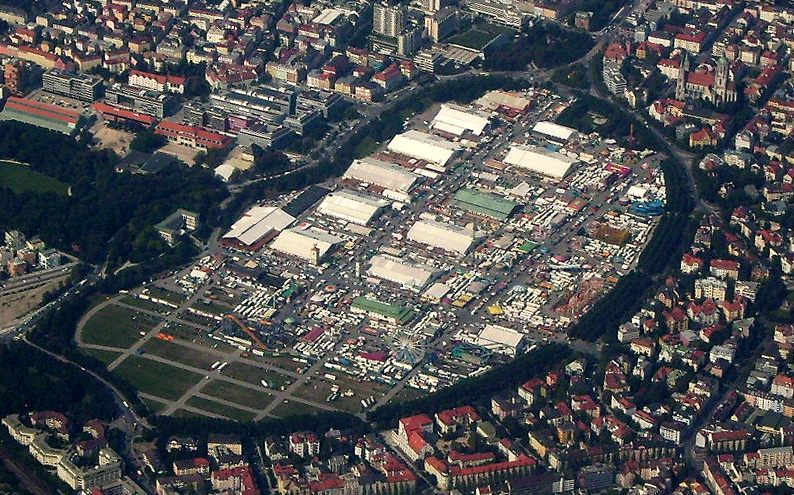
Oktoberfest 2006
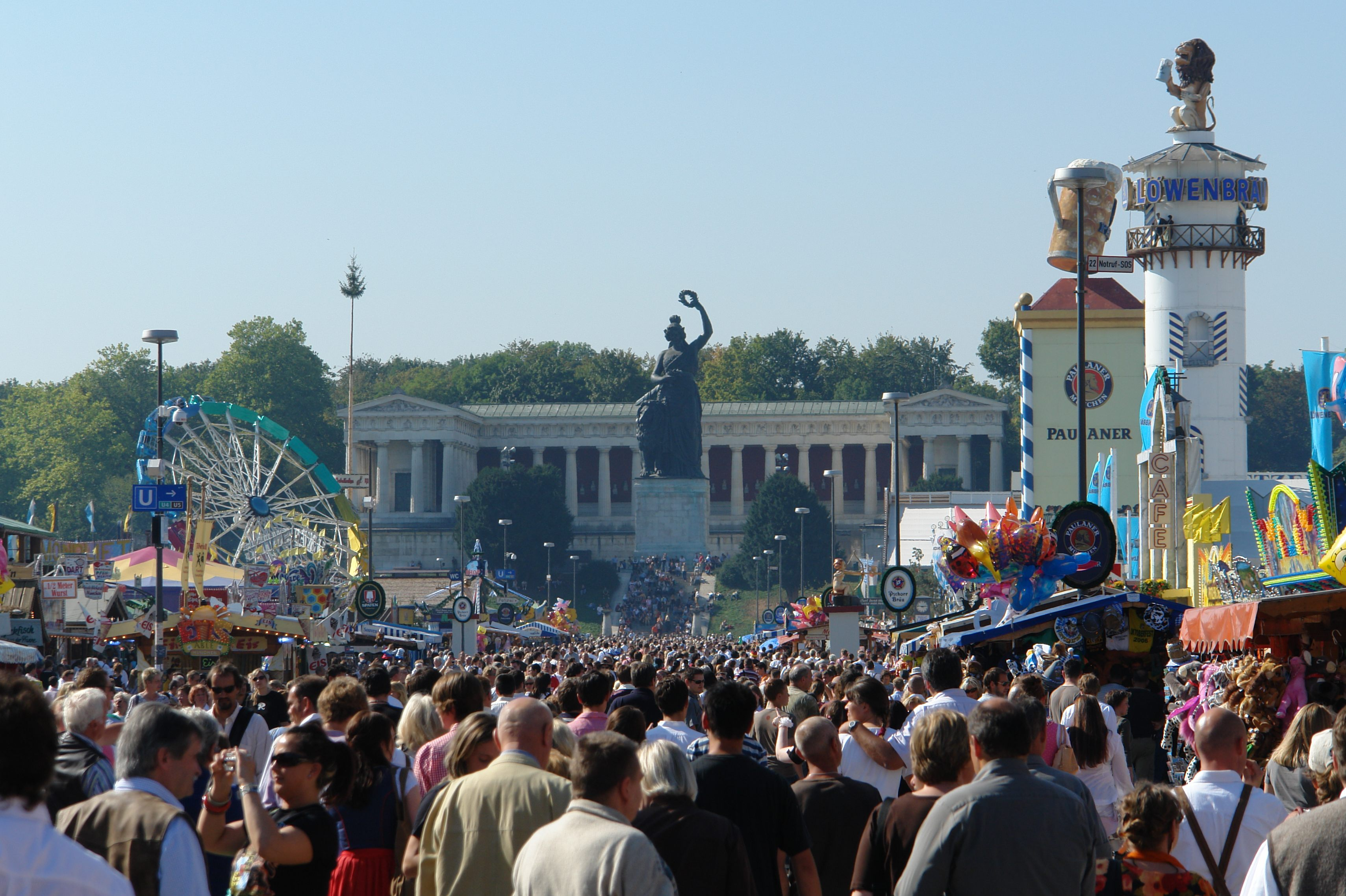
Estatua de Bavaria, Oktoberfest 2006
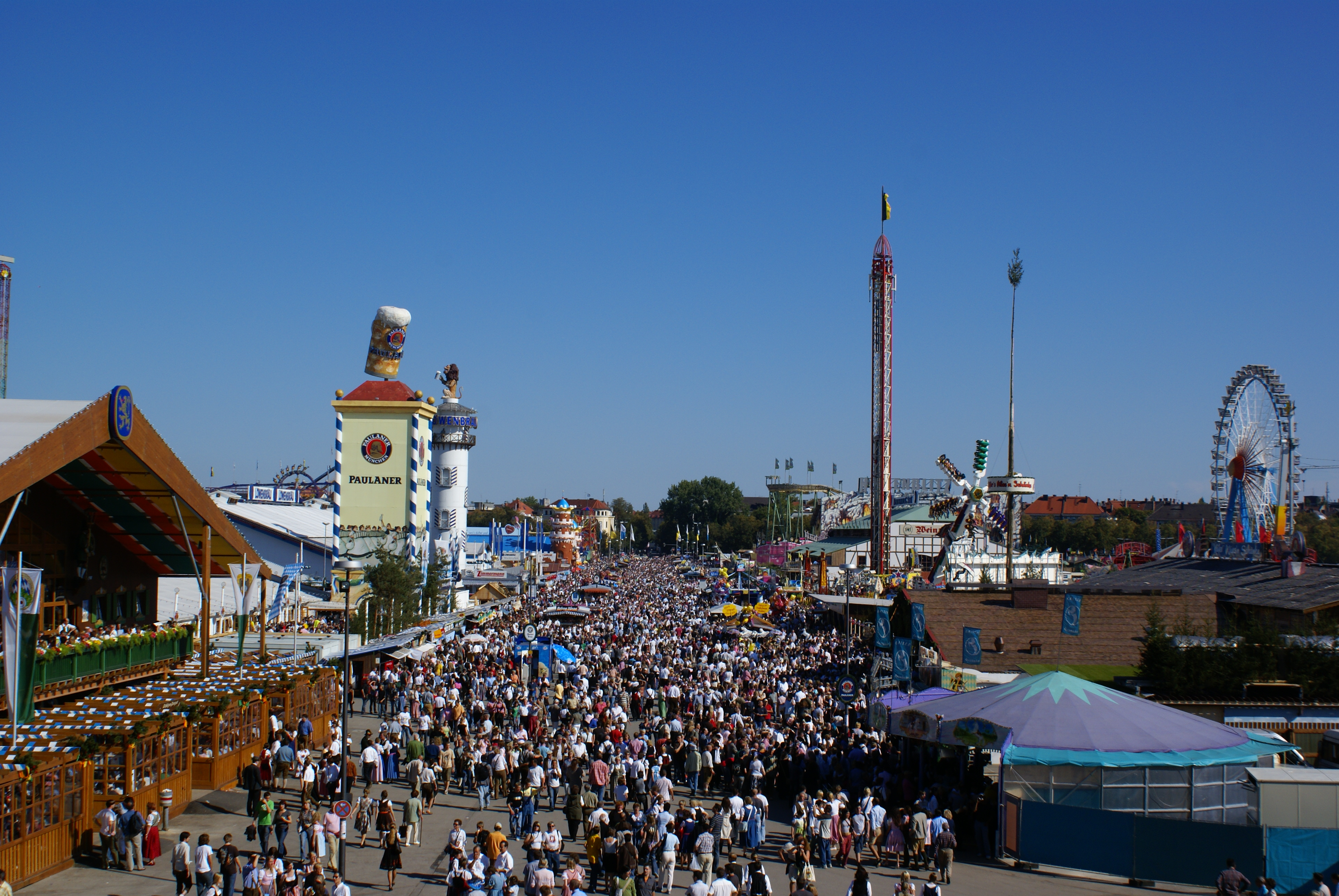
Oktoberfest 2007